# Siège de Yorktown (1862)
Pour la guerre d'indépendance des États-Unis, voir bataille de Yorktown (1781).
Guerre de Sécession
Batailles
Campagne de la Péninsule
- Hampton Roads
- Yorktown
- Williamsburg
- Eltham's Landing
- Drewry's Bluff
- Hanover Court House
- Seven Pines
- Sept Jours
  - Oak Grove
  - Beaver Dam Creek
  - Gaines's Mill
  - Garnett's & Golding's Farm
  - Savage's Station
  - White Oak Swamp
  - Glendale
  - Malvern Hill

Le siège de Yorktown, ou bataille de Yorktown se déroule du 5 avril au 4 mai 1862, dans le cadre de la campagne de la Péninsule de la guerre de Sécession. Marchant depuis Fort Monroe, l'armée du Potomac du major-général George McClellan rencontre les troupes confédérées du major-général John B. Magruder à Yorktown, derrière la ligne Warwick. McClellan suspend sa marche vers Richmond (Virginie) et engage les opérations de siège.
Le 5 avril, les unités nordistes du IVe corps du brigadier-général  Erasmus D. Keyes entrent en contact avec les défenses confédérées à Lee's Mill, une zone que McClellan pensait traverser sans résistance. Les mouvements de va-et-vient organisés par Magruder ayant convaincu les Nordistes que les retranchements rebelles étaient fortement défendus, et des reconnaissances ayant confirmé la solidité et l'étendue des ouvrages, Keyes conseille à McClellan de ne pas tenter l'assaut. McClellan ordonne la construction de fortifications de siège et fait acheminer ses canons lourds de siège. Dans le même temps, le général Joseph E. Johnston apporte des renforts à Magruder.
Le 16 avril, les forces de l'Union testent la ligne confédérée à la hauteur du barrage no 1, mais les Fédéraux ne parviennent pas à exploiter le succès initial de cette attaque. Cette occasion manquée retarde encore McClellan de deux semaines, tandis qu'il tente de convaincre l'United States Navy de contourner les canons confédérés à Yorktown et Gloucester Point, en remontant la rivière York jusqu'à West Point et en passant la ligne Warwick. McClellan prévoit un bombardement massif à l'aube du 5 mai, mais l'armée confédérée s'éclipse dans la nuit du 3 mai dans la direction de Williamsburg.
La bataille a eu lieu près du site du siège de Yorktown en 1781, la dernière bataille du théâtre oriental de la guerre d'indépendance des États-Unis.

## Contexte
McClellan avait décidé de s'approcher de Richmond, la capitale confédérée, en organisant une opération amphibie qui aurait débarqué des troupes à Fort Monroe, à l'extrémité de la péninsule de Virginie. L'armée du Potomac, qu'il commandait, comptait 121 500 hommes, que 389 navires commencèrent à embarquer à partir du 17 mars 1862. McClellan comptait sur les forces de l'US Navy pour encercler Yorktown, mais l'apparition du cuirassé confédéré CSS Virginia à la bataille de Hampton Roads (8 et 9 mars 1862) vint perturber ce plan. La menace que constituait le Virginia sur la James et les batteries lourdes confédérées à l'embouchure de la York ne permettaient pas à la Marine de garantir à McClellan le contrôle de ces deux cours d'eau, ce qui obligea finalement McClellan à choisir une approche purement terrestre vers Yorktown.
Les défenseurs confédérés de Yorktown, commandés par le major-général John B. Magruder ne comptaient que 11 à 13 000 hommes. Le reste des forces confédérées, sous le commandement du général Joseph E. Johnston, était réparti à l'est de la Virginie à Culpeper, Fredericksburg et Norfolk.
Magruder fait construire une ligne de défense depuis Yorktown, sur la rivière York, et courant, à l'abri de la Warwick River, jusqu'à Mulberry Point, sur la James River (profitant parfois des tranchées creusées par Cornwallis en 1781). Cette ligne de défense, barrant l'extrémité de la péninsule dans toute sa largeur, mais inégalement pourvue en hommes, prend alors le nom de ligne Warwick (ou de ligne Yorktown-Warwick).
Le plan de McClellan demande au IIIe corps du major-général Samuel P. Heintzelman de fixer les troupes confédérées dans leurs tranchées près de la rivière York, tandis que le IVe Corps du brigadier-général Erasmus D. Keyes encerclera le flanc droit des Confédérés et coupera leurs lignes de communication. À ce moment, McClellan et son état-major, ignorent l'ampleur de la ligne Warwick, et supposent que les Confédérés sont concentrés dans le voisinage immédiat de Yorktown.

## La bataille

### L'avancée des troupes de l'Union

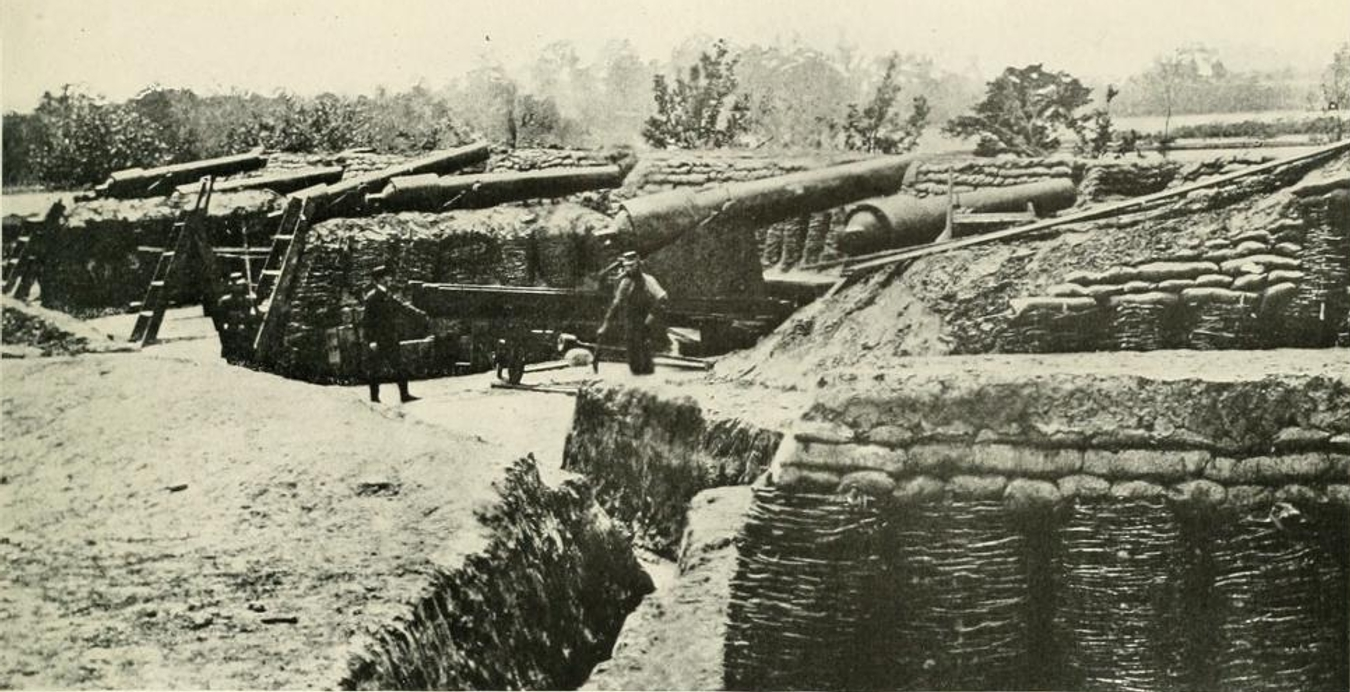
La batterie fédérale no 1, la seule à avoir fait feu pendant le siège de Yorktown.

Le 4 avril 1862, l'armée de l'Union pousse à travers les premières lignes de Magruder, mais, dès le lendemain, elle est confrontée à la résistance efficace de la ligne Warwick. La nature du terrain empêche de déterminer exactement la disposition des forces confédérées. Victime de renseignements inexacts, McClellan pense que les rebelles disposent de 40 000 soldats sur leur ligne défensive et que Joseph E. Johnston va arriver avec 60 000 hommes supplémentaires. Magruder, acteur amateur avant la guerre, entretien la confusion de McClellan en déplaçant l'infanterie et l'artillerie de manière ostentatoire pour faire penser que ses troupes sont beaucoup plus nombreuses qu'en réalité,.
Le 5 avril, à Lee Mill, le IVe Corps de l'armée de l'Union entre en contact avec le flanc droit de Magruder. Les terrassements défensifs sont tenus par la division du major-général Lafayette McLaws. Le 7e régiment d'infanterie du Maine, déployé en tirailleurs, est arrêté à environ 900 m des fortifications, où il est bientôt rejoint par la brigade du brigadier-général John Davidson et par l'artillerie. Un duel d'artillerie fait rage pendant plusieurs heures et des reconnaissances sont engagées, sans combat d'infanterie. Le 6 avril, les hommes du 7e régiment d'infanterie du Maine et du 5e régiment d'infanterie du Wisconsin, sous le commandement du brigadier-général Winfield S. Hancock, exécutent une reconnaissance autour du barrage no 1 (Dam Number One) , où Magruder avait fait élargir le cours de la rivière Warwick dans le cadre de ses travaux défensifs. Les troupes nordistes en chassent les sentinelles confédérées et capturent quelques prisonniers. Hancock signale cette zone comme un point faible dans la ligne de défense, mais les ordres de McClellan empêchent toute exploitation de ce renseignement. Keyes, trompé par le va-et-vient factice des troupes de Magruder, estime que les fortifications de la ligne Warwick ne peuvent être prises par un assaut direct et en informe McClellan,.
À la stupéfaction des Confédérés, McClellan, provoquant la consternation du président Abraham Lincoln, choisit de ne pas attaquer. Il organise de nouvelles reconnaissances et ordonne à son armée de se retrancher dans des ouvrages défensifs parallèles à ceux de Magruder et d'assiéger Yorktown. Ce faisant, McClellan prend en compte le rapport de Keyes et les informations en sa possession sur les forces ennemies présentes à Yorktown. Mais il a également été informé que le Ier corps du major-général Irvin McDowell au lieu de le rejoindre dans la péninsule comme prévu. vient d'être rappelé pour défendre Washington. Pendant les dix jours qui suivent, les hommes de McClellan creusent des tranchées, tandis que Magruder reçoit régulièrement des renforts. Malgré l'arrivée de ces derniers, à la mi-avril, Magruder ne dispose que de 35 000 hommes, à peine assez pour défendre sa ligne,,.
Malgré les doutes qu'il entretient sur la supériorité numérique de l'Union, McClellan est convaincu de l'avantage que lui confère son artillerie. Il a fait installer, autour de Yorktown, 15 batteries réunissant plus de 70 armes lourdes, dont deux canons Parrot de 200 livres et douze canons Parrot de 100 livres. Le reste du parc de pièces à canons rayés est composé de canons de 20 livres et de 30 livres et de canons Rodman de 110 mm. Le tout est appuyé par 41 mortiers comprenant des pièces de 8 pouces (200 mm) et des mortiers de batteres côtières de 13 pouces (330 mm) pesant plus de 10 tonnes et capables de tirer des obus de 220 livres. Faisant feu à l'unisson, ce dispositif peut envoyer plus de 3 500 kilos de munitions sur les positions ennemies à chaque salve.
Les deux armées une fois enterrées, le professeur Thaddeus S. C. Lowe de l'Union Army Balloon Corps utilise deux ballons, le Constitution et l'Intrepid, pour effectuer des observations aériennes. Le 11 avril, une rafale de vent pousse l'Intrépid, emportant le brigadier-général Fitz John Porter, au-dessus des lignes ennemies, provoquant la consternation dans l'état-major de l'Union, avant que le vent ne les ramène en toute sécurité. Le capitaine confédéré John Bryan subit un incident similaire dans un ballon à air chaud au-desus des lignes de Yorktown.

### Le barrageno1

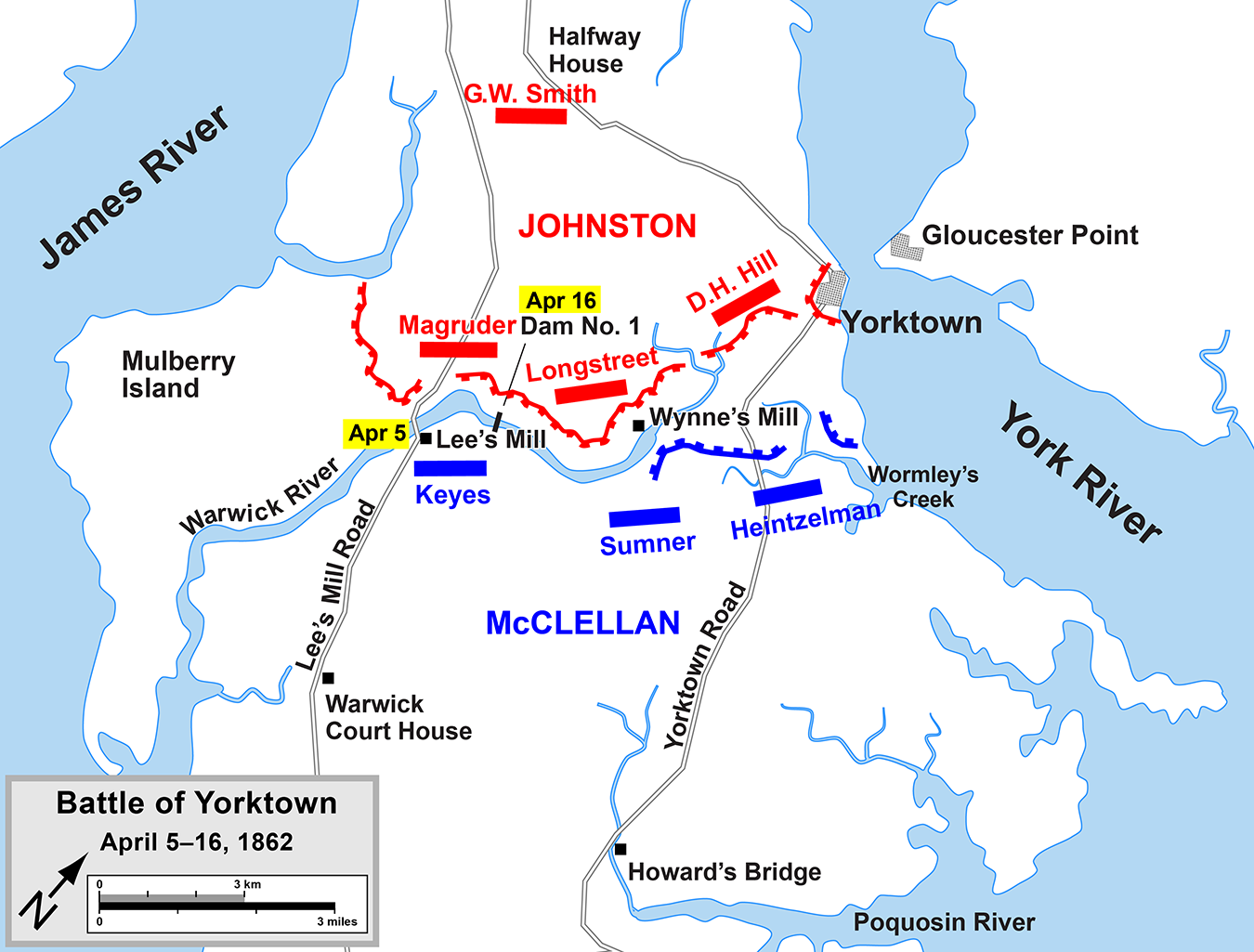
Carte du siège

Le 16 avril, les troupes de l'Union sondent la ligne défensive au barrage no 1, le point sur la rivière Warwick près de Lee's Mill où Hancock avait signalé une faiblesse potentielle le 6 avril. Après une brève escarmouche avec les hommes de Hancock, Magruder réalise la faiblesse de la position et ordonne le renforcement. Trois régiments du brigadier-général Howell Cobb, et six autres régiments proches, sont envoyés soutenir la position sur la rive ouest de la rivière donnant sur le barrage no 1. McClellan s’inquiète de ce renforcement qui pourrait empêcher son installation de batteries d'artillerie. Il commande au brigadier-général William F. « Baldy » Smith, commandant de division dans le IVe Corps, d'entraver les efforts entrepris par l'ennemi pour consolider ses défenses, mais avec pour consigne d'éviter un engagement général.
Après un bombardement d'artillerie à 8 h., le brigadier-général William TH Brooks et sa brigade du Vermont sont envoyés en avant pour attaquer la position confédérée. En inspection sur le front, McClellan demande à Smith de traverser la rivière si les Confédérés se retirent, un mouvement déjà engagé au début de l'après-midi. À 15 h heures, quatre compagnies du 3e régiment d'infanterie du Vermont traversent le barrage et mettent en déroute ses derniers défenseurs. Derrière les lignes, Howell Cobb et son frère, le colonel Thomas Cobb de la Légion de Géorgie, organise la défense et attaque les régiments du Vermont, qui ont occupé les trous de tirailleurs en avant de la ligne confédérée. Dans la bataille, le tambour Julian Scott traverse à plusieurs reprises un ruisseau sous le feu ennemi afin d'évacuer les soldats blessés. Il recevra plus tard, pour cette action, la Medal of Honor, ainsi que le sergent Edward Holton et le capitaine Samuel E. Pingree,.
Dans l'impossibilité d'obtenir des renforts, les compagnies du Vermont se retirent de leurs positions sur le barrage, subissant de lourdes pertes durant leur retraite. Vers 17 h heures, le brigadier-général « Baldy » Smith ordonne au 6e du Vermont d'attaquer les positions confédérées en aval du barrage tandis que le 4e Vermont s'attaque au barrage lui-même. Cette manœuvre échoue quand le 6e Vermont, pris sous un feu nourri, est forcé de se retirer. Certains blessés se noient en tombant dans l'étang peu profond derrière le barrage.

## Conséquences

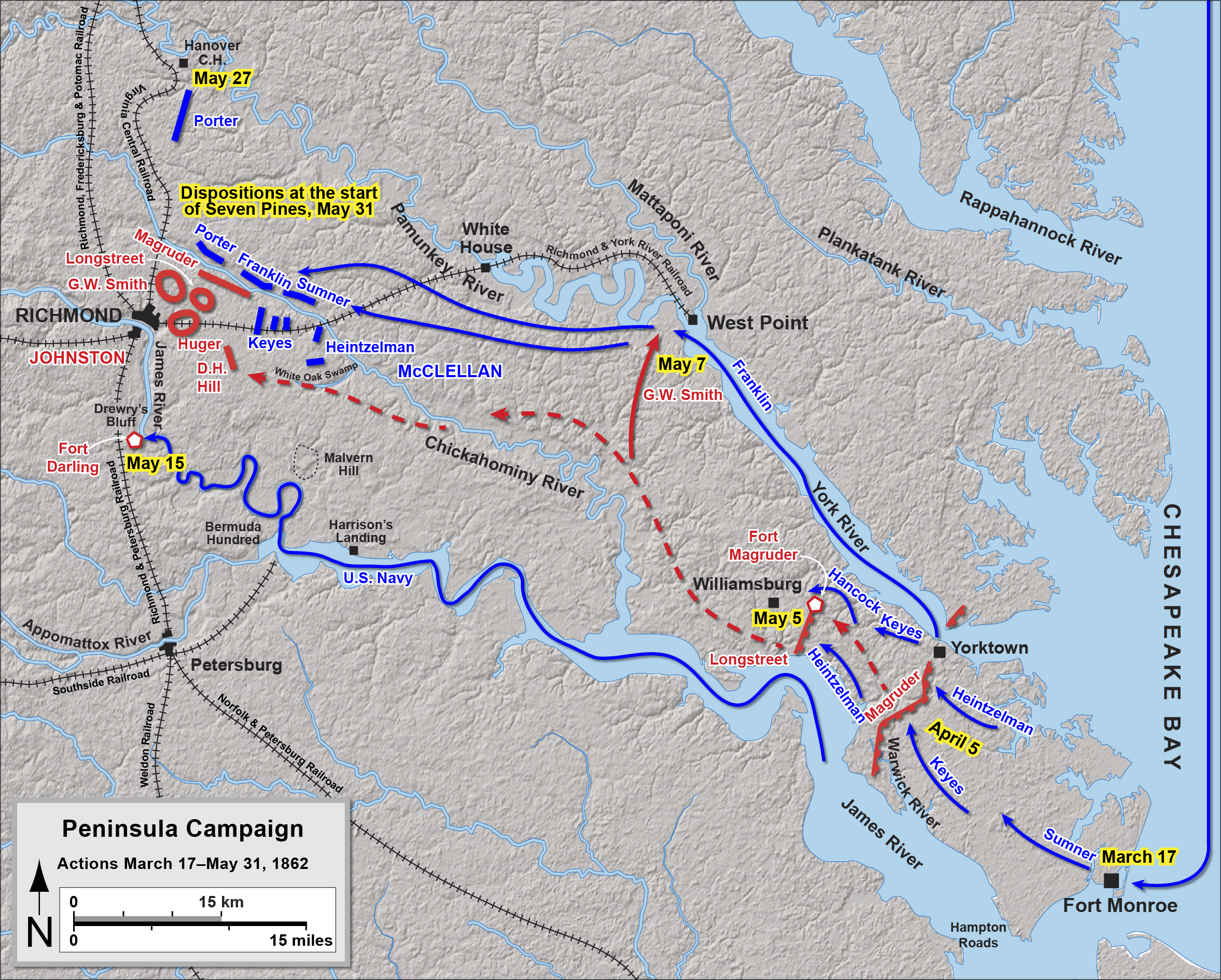
Campagne de la Péninsule, carte des événements jusqu'à la Bataille de Seven Pines.
États Confederés
Union

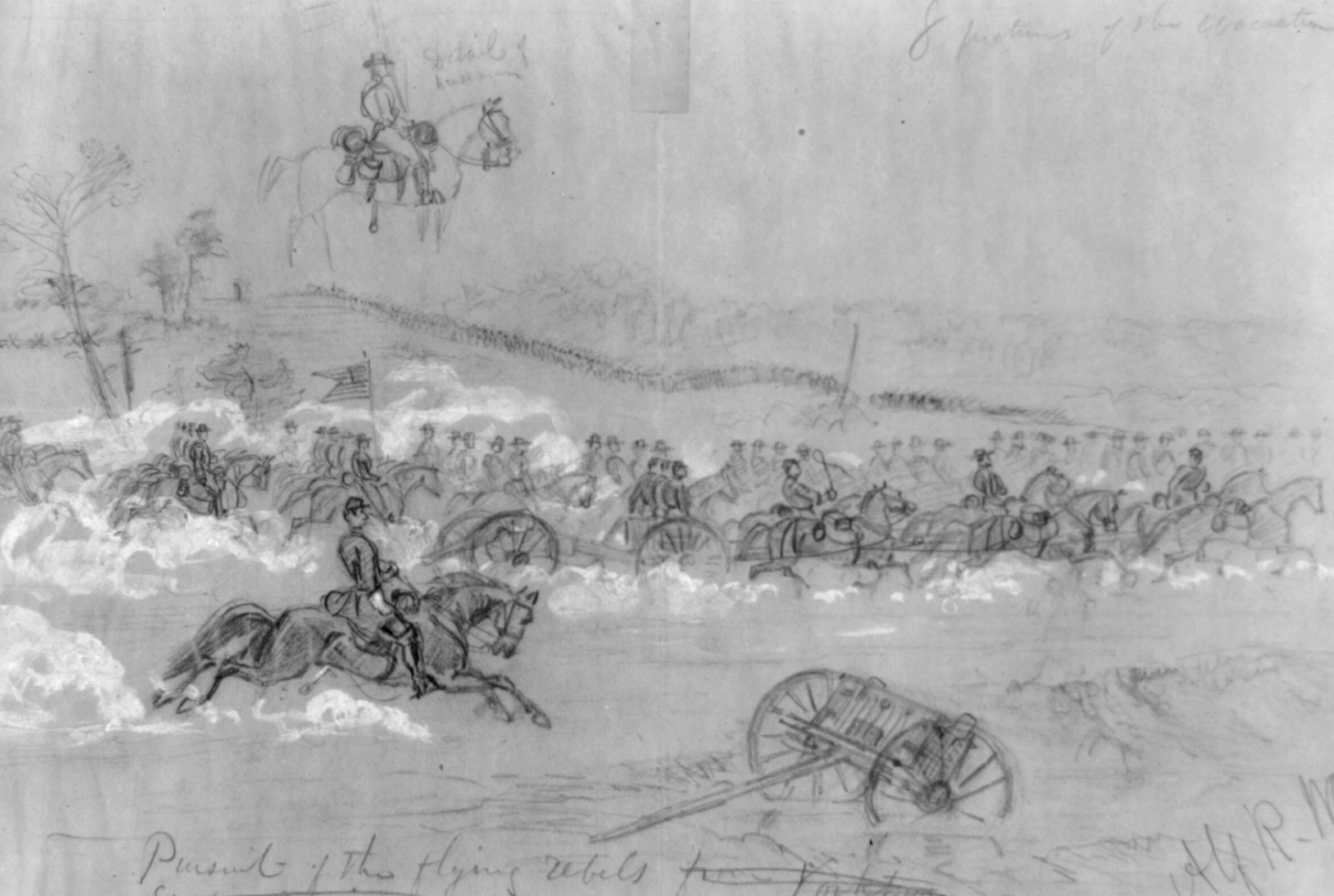
À la poursuite des rebelles (Alfred Waud).

Durant le reste du mois d'avril, les effectifs confédérés grimpent à 57 000. Sous le commandement direct de Joseph E. Johnston, les rebelles améliorent leurs défenses, tandis que McClellan entreprend un laborieux processus de transport et d'installation de ses batteries de siège, qu'il envisage de déployer le 5 mai. Johnston sait qu'il sera difficile de résister à ce bombardement imminent. Le 3 mai, il commence donc à acheminer ses chariots d'approvisionnement vers Richmond. Des esclaves évadés signalent ces mouvements à Mc Clellan, qui refuse de les croire. Il est convaincu que l'armée confédérée, dont il estime maintenant les effectifs à 120 000 hommes, va rester sur place pour livrer bataille. Dans la soirée du 3 mai, les Confédérés lancent un bref bombardement pour masquer leur retraite. Tôt le lendemain matin, le major-général Samuel P. Heintzelman monte dans un ballon d'observation et constate que les retranchements confédérées ont été évacués.
McClellan est surpris par cette nouvelle. Il envoie la cavalerie du brigadier-général George Stoneman à leur poursuite et ordonne à la division du brigadier-général William Buel Franklin de rembarquer à bord des transports de troupe de l'US Navy, pour remonter la rivière York et couper la retraite de Joseph E. Johnston.
Ces mouvements vont conduire, à la suite de la retraite des Confédérés, à la bataille de Williamsburg, le 5 mai 1862, qui sera la première bataille rangée de la campagne de la Péninsule. Près de 41 000 Fédéraux et 32 000 Confédérés s'y affronteront dans une bataille indécise qui se conclura par la poursuite du retrait des Confédérés, durant la nuit, en direction de Richmond.
Du point de vue de l'Union, l'action au barrage no 1 était inutile. Ils y laissèrent 35 morts et 121 blessés, tandis que les pertes confédérées se comptaient entre 60 et 75. « Baldy » Smith, tombé de cheval à deux reprises pendant l'action, fut accusé d'ivresse en service, mais une enquête du Congrès des États-Unis révéla que l'allégation était sans fondement. Un monument a été érigé sur le site des combats du barrage no 1, le Dam No. One Battlefield Site. Ce dernier est inscrit au Registre national des lieux historiques depuis le 4 août 1995.

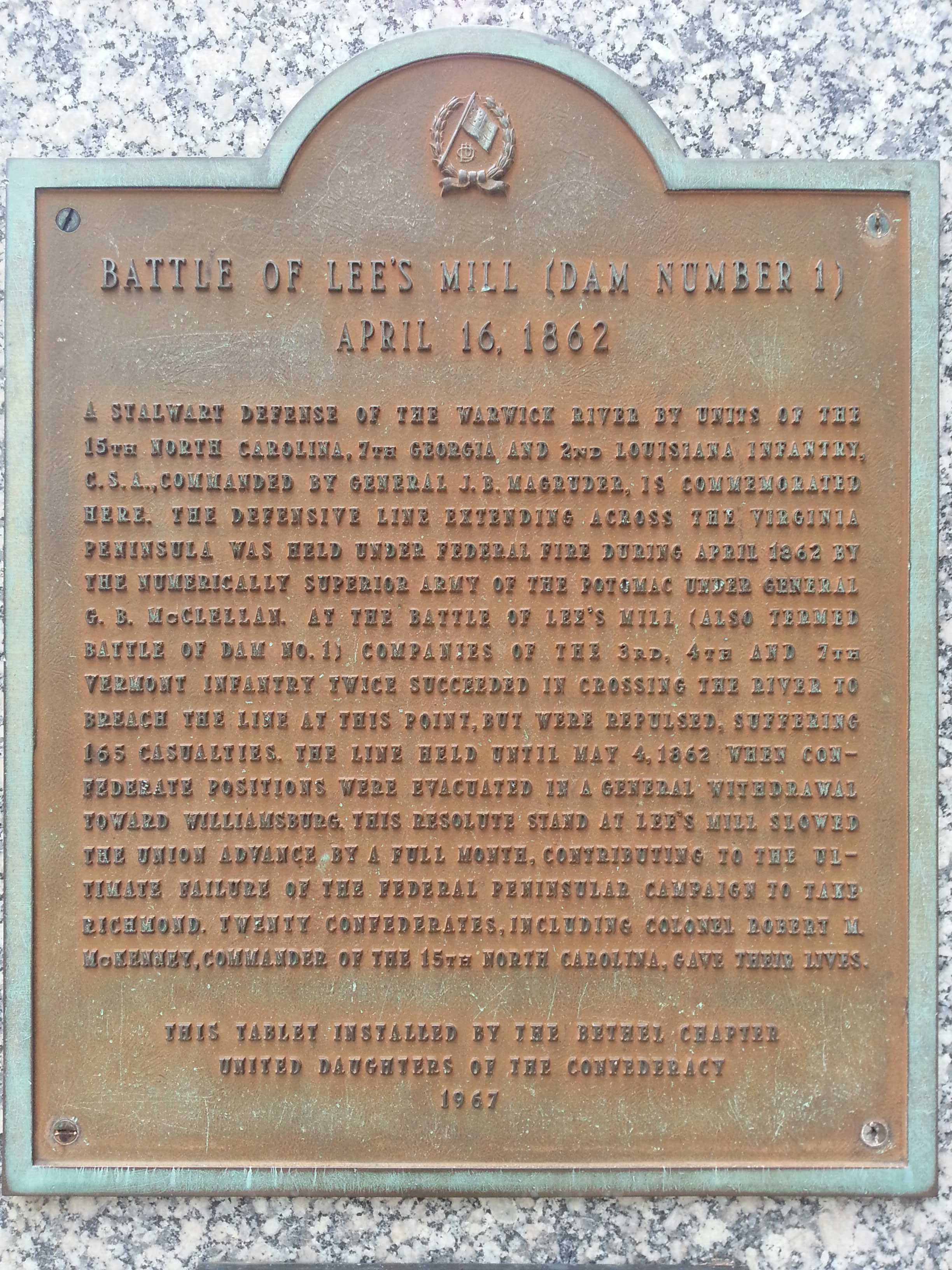
Dam No. One Battlefield Site. Plaque commémorative 1.
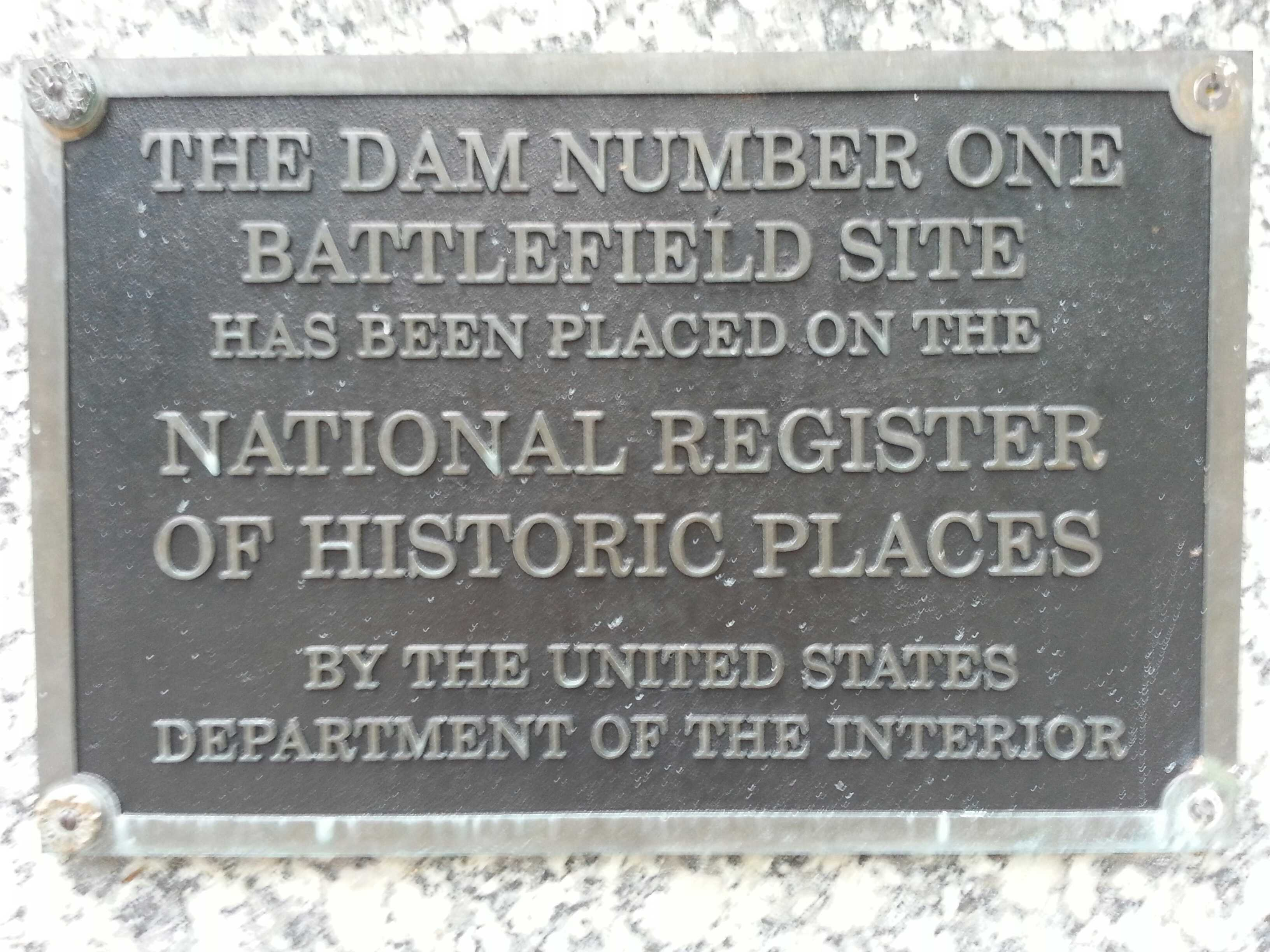
Dam No. One Battlefield Site. Plaque commémorative 2.
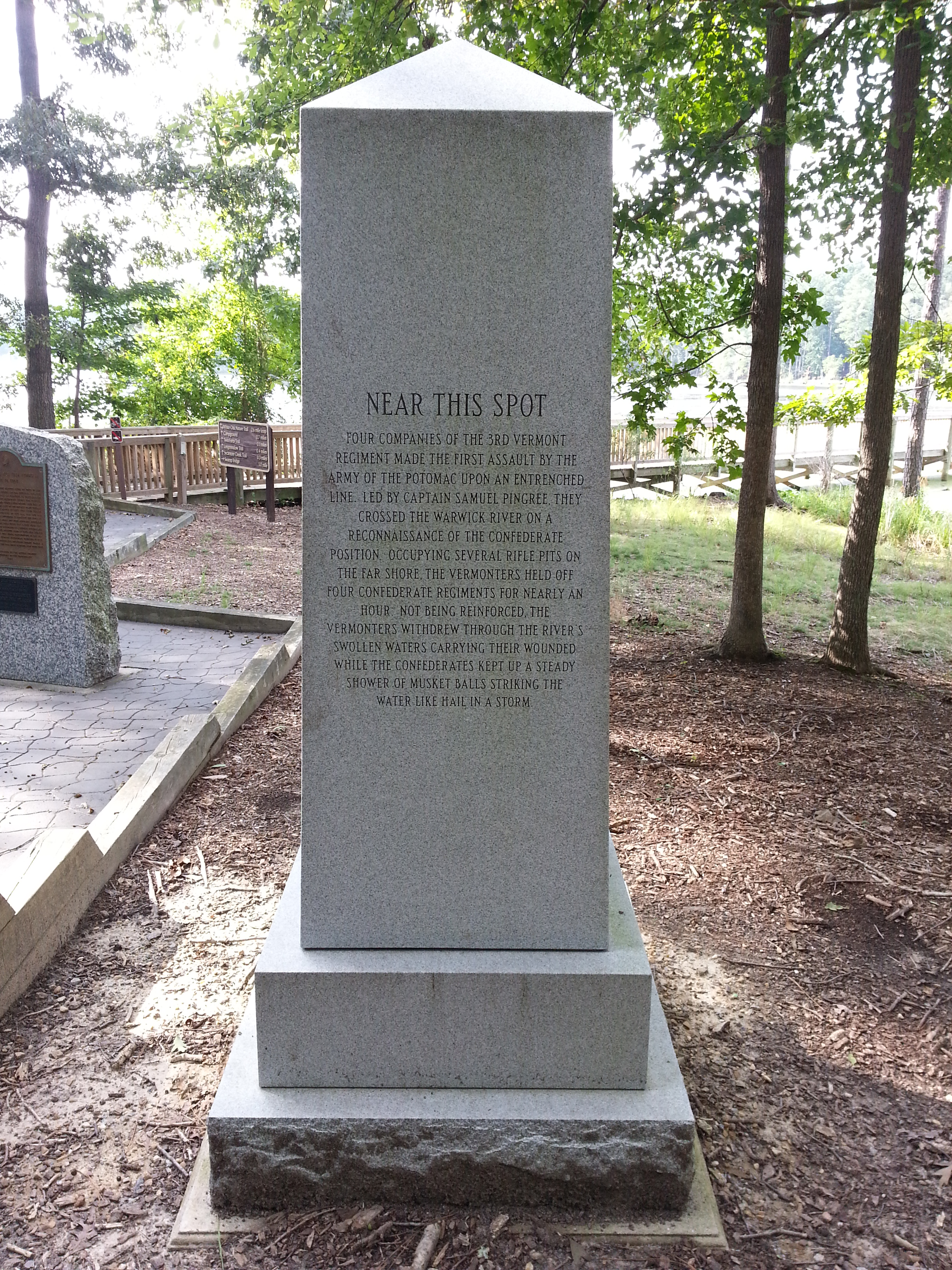
Dam No. One Battlefield Site, obélisque face sud.
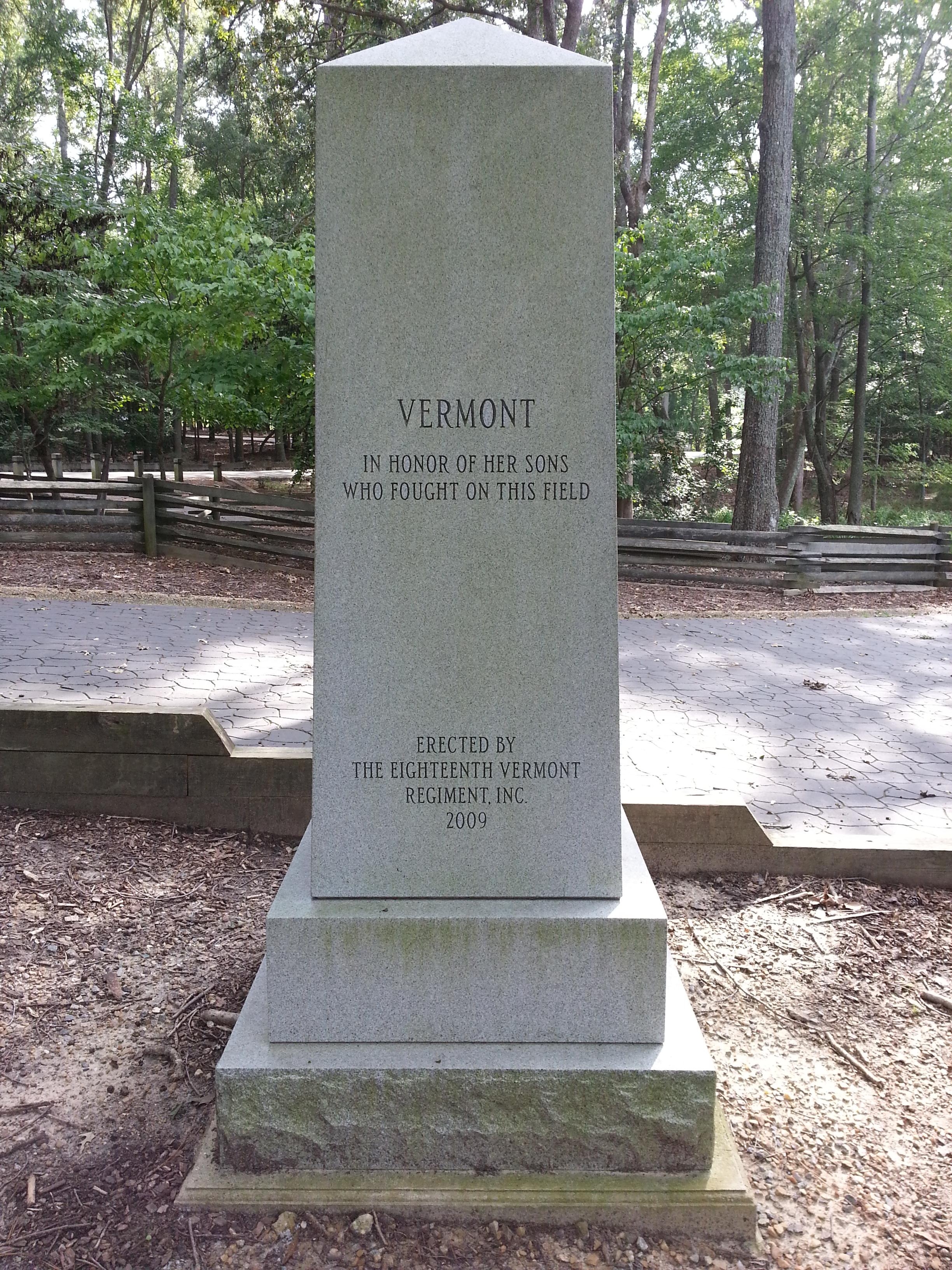
Dam No. One Battlefield Site, obélisque face ouest.
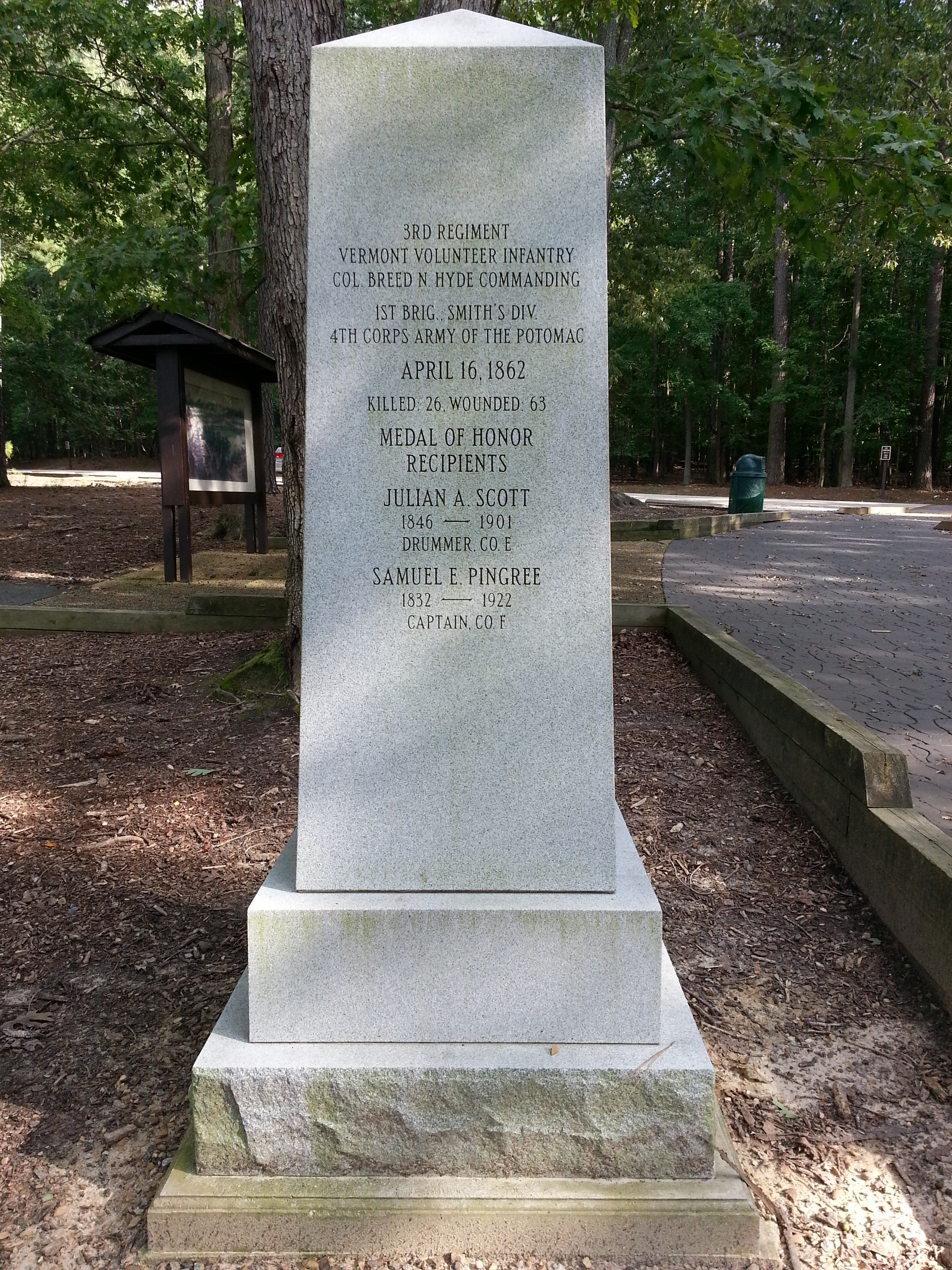
Dam No. One Battlefield Site, obélisque face nord.
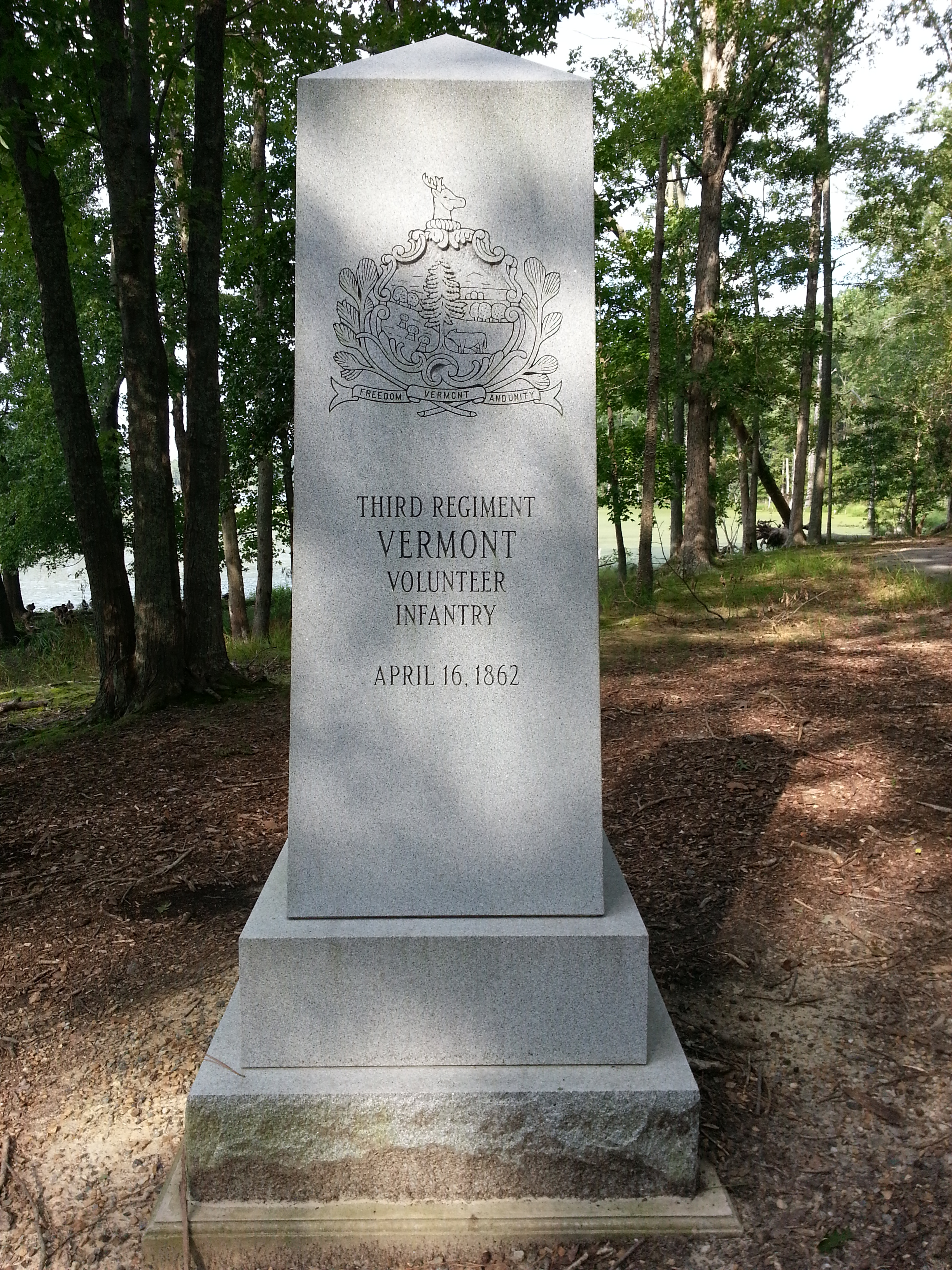
Dam No. One Battlefield Site, obélisque face est.